# David Findlay

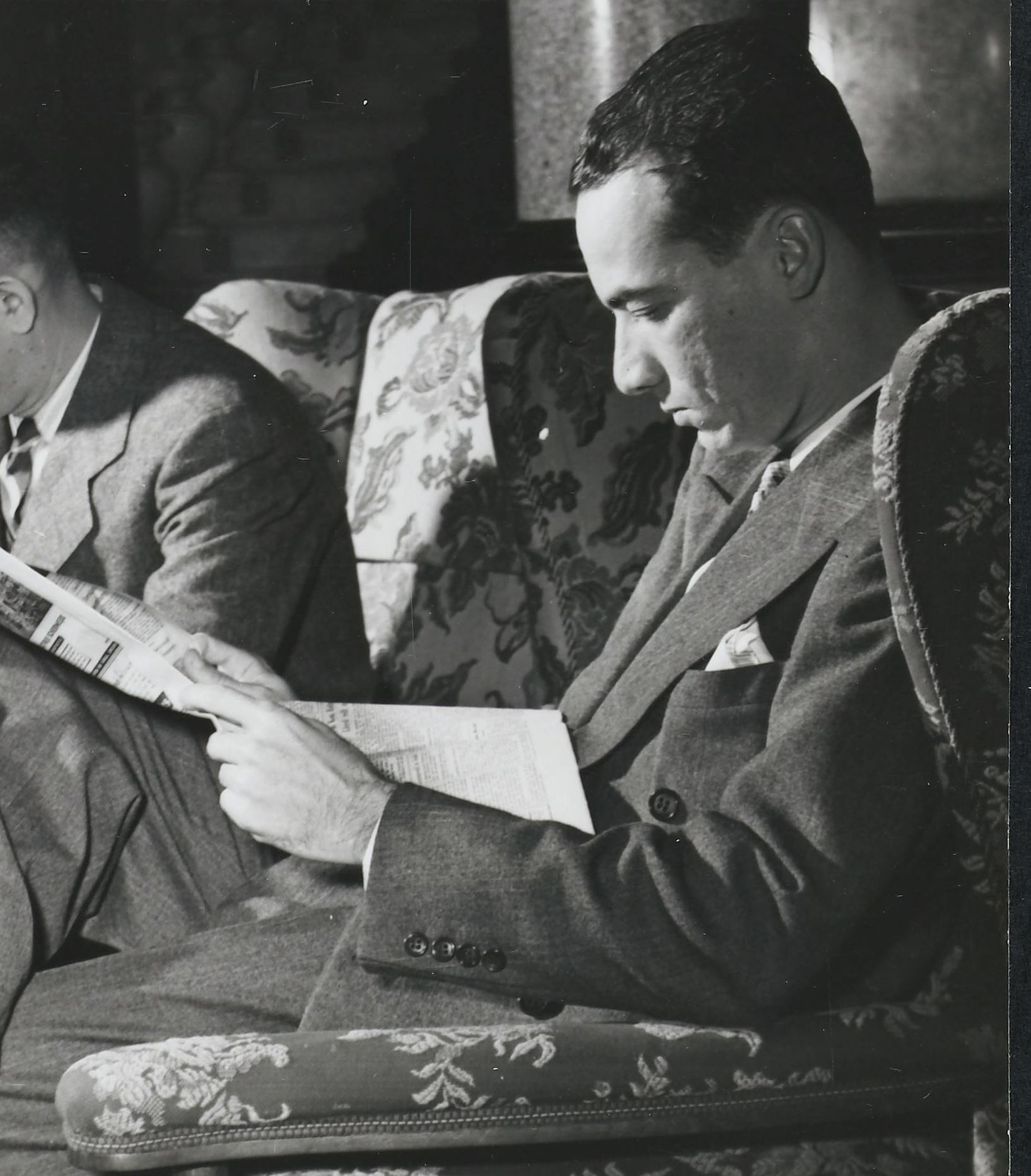
D.G.A. Findlay (1948)

David George Albert Findlay (Paramaribo, 27 maart 1913 – aldaar, 6 april 1982) was een Surinaams politicus en journalist.

## Biografie
David Findlay werd geboren als zoon van David H. Findlay en Ernestine Magdalena Elisabeth van Sprang (1890-1953). Zijn vader kwam uit Schotland terwijl zijn moeder in Suriname geboren is. Hij was onderwijzer op Aruba en daarnaast schreef hij voor de Surinaamse krant De West.
Bij de parlementsverkiezingen in 1946 was hij een van de tien gekozen leden van de Staten van Suriname. In die periode nam hij als nieuwe eigenaar en hoofdredacteur de leiding van De West over van de oprichter William Kraan. Findlay werd lid van de Nationale Partij Suriname (NPS) en bij de verkiezingen van 1949 werd hij herkozen maar dit keer als NPS'er. Zijn krant werd in destijds door velen gezien als de spreekbuis van de NPS.
In 1955 was Findlay een van de oprichters van de Surinaamse Democratische Partij (SDP) waar meerdere ontevreden NPS-politici zich bij aansloten. Deze nieuwe partij nam als onderdeel van het Eenheidsfront met succes deel aan de verkiezingen in dat jaar. Bij de verkiezingen van 1958 kwam de NPS sterk terug, de SDP verloor alle zetels zodat ook Findlay niet herkozen werd.
Met zijn krant voerde hij oppositie tegen de regering en van 1963 tot 1969 was hij opnieuw Statenlid. Vervolgens bleef hij als journalist actief. Na de Sergeantencoup in 1980 werd het gebouw van De West beschoten waarna hij niet meer vrij kon schrijven wat hij wilde.
Findlay overleed in 1982 op 69-jarige leeftijd. De West werd voortgezet door zijn zoon George Findlay.